# 후라이트 나이트 (영화)
《후라이트 나이트》(영어: Fright Night)는 1985년 개봉한 미국의 초자연 공포 영화이다. 톰 홀랜드의 감독 데뷔작이다.
1988년 속편 《후라이트 나이트 2》로 이어지며, 2011년 리메이크 《프라이트 나이트》가 개봉하였다.

## 줄거리
공포 영화광인 10대 찰리는 새로 이사 온 이웃이 흡혈귀라고 확신하지만 주변인들 중 그 누구도 찰리를 믿어주지 않는다. 찰리는 흡혈귀 사냥꾼 연기를 했던 한물 간 배우 피터를 일종의 이 분야 준전문가라고 간주하고 자신의 주장을 증명하기 위해 그에게 도움을 청한다.

## 출연진
- 크리스 서랜던
- 윌리엄 래그즈데일
- 로디 맥다월
- 어맨다 버스
- 스티븐 제프리스
- 조너선 스타크
- 도러시 필딩
- 아트 J. 에번스
- 스튜어트 스턴
- 로버트 코프
- 패멀라 브라운
- 닉 새비지
- 하이디 소런슨

## 기타 제작진
- 협력 제작: 제리 A. 베어위츠
- 특수효과: 리처드 에들런드
- 특수효과팀: 랜들 윌리엄 쿡